# 劉守達
劉守達（1480年—？），字應徵，直隸大名府開州（今濮阳县盆刘村）人，民籍，明朝政治人物。

## 生平
弘治十七年（1504年）甲子科順天府鄉試第七十五名舉人。弘治十八年（1505年）聯捷乙丑科會試第二百九十九名，三甲第一百一十九名進士。初授青州府推官，官至南京工部郎中。

## 家族
曾祖劉順；祖父劉和；父劉錫，母傅氏。慈侍下。兄守窮。弟守節。